# Гросс, Стефано
Стефано Гросс (итал. Stefano Gross; 4 сентября 1986, Больцано) — итальянский горнолыжник, специализирующийся в слаломе, победитель и призёр этапов Кубка мира. Участник Олимпийских игр 2014 года.

## Биография
Впервые на соревнованиях под эгидой FIS стартовал в январе 2002 года. В 2005 году на юниорском чемпионате мира занял восьмое место в слаломе, став лучшим в своей команде. Через год занял четвёртое место, а также стал чемпионом Италии в своей возрастной категории.
В декабре 2008 года дебютировал на Кубке мира на этапе в Альта- Бадье, где он сошёл уже на первой попытке. В том же сезоне набрал первые кубковые очки, став 25-м на этапе в Гармиш-Партенкирхене.
В 2011 году дебютировал на чемпионатах мира. Он выступал только в специальном слаломе и показал 11-е место. В сезоне 2011/12 Гросс впервые попал на кубковый подиум, став третьим в Адельбодене. Всего за сезон он трижды пробивался в тройку лучших и замкнул итоговую пятёрку в зачёте слалома.
Несмотря на отсутствие в следующих сезонах подиумов, Гросс вошёл в состав сборной на Олимпиаду в Сочи. Он выступил только в слаломе, где остановился в шаге от медали: после первой попытки он располагался на третьем месте, но после второго спуска отступил на четвёртое место, уступив бронзовому призёру Хенрику Кристофферсену всего 0,05 с.
В сезоне 2014/2015 Гросс вновь стал попадать на подиум кубковых этапов в слаломе, а также одержал первую победу на этапе в Адельбодене, выиграв в упорной борьбе 0,02 и 0,03 секунды у Фрица Допфера и Марселя Хиршера соответственно.

## Победы на этапах Кубка мира (1)
| № | Сезон   | Дата        | Место      | Дисциплина |
| - | ------- | ----------- | ---------- | ---------- |
| 1 | 2014/15 | 11 янв 2015 | Адельбоден | Слалом     |